# Dębnik (herb szlachecki)
Dębnik – polski herb szlachecki z nobilitacji, nadany w Królestwie Kongresowym.

## Opis herbu
Opis zgodnie z klasycznymi regułami blazonowania: W polu błękitnym trzy złote gałązki dębowe: dwie i jedna, o dwóch listkach i jednej żołędzi, ułożone gałązkami do góry, ukośnie w lewo. Nad hełmem w koronie między dwiema złotymi kopiami, rycerz w zbroi, prawą ręką węża trzymającego, lewą oparty o biodro, z gwiazdą sześciopromienną złotą nad szyszakiem.

## Najwcześniejsze wzmianki
Nadany Karolowi Ejchlerowi, właścicielowi apteki w Międzyrzecu dnia 25 marca 1845 roku przez Mikołaja I Romanowa.

## Herbowni
Jedna rodzina herbownych (herb własny): Ejchler.
- Karol Ferdynand Eichler